# 22Cans
22Cans Ltd ist ein britischer Videospielentwickler mit Sitz in Guildford, England. Das Unternehmen wurde am 20. Februar 2012 von Peter Molyneux, welcher zuvor bei Bullfrog Productions und Lionhead Studios arbeitete, gegründet. Das erste Spiel der Firma, Curiosity – What’s Inside the Cube? wurde am 6. November 2012 veröffentlicht.
Bis Oktober 2022 hat trotz mehrfacher Release-Ankündigungen keines der Feature-Spiele des Studios den Early-Access-Status verlassen.

## Entwickelte Spiele
| Jahr        | Titel                               | Plattformen                                   | Publisher    |
| ----------- | ----------------------------------- | --------------------------------------------- | ------------ |
| 2012        | Curiosity – What’s Inside the Cube? | Android, iOS                                  | 22Cans       |
| 2014        | Godus                               | Android, iOS, macOS, Windows                  | DeNA, 22Cans |
| 2016        | Godus Wars                          | macOS, Windows                                | 22Cans       |
| 2016        | The Trail: Frontier Challenge       | Android, iOS, macOS, Windows, Nintendo Switch | Kongregate   |
| Angekündigt | Legacy                              | Windows                                       |              |